# Weycroft
Weycroft – przysiółek w Anglii, w Devon. Leży 39,5 km od miasta Exeter, 94,6 km od miasta Plymouth i 217,7 km od Londynu. W latach 1870–1872 miejscowość liczyła 56 mieszkańców. Weycroft jest wspomniana w Domesday Book (1086) jako Wigegroste/Wigacrosta/Willecroste/Willecrosta/Willecrostra.